# Kodöden, Uppland
Kodöden är en våtmark i Norrtälje kommun i Uppland och ingår i Skeboåns huvudavrinningsområde.